# Gleichenberge
Die Gleichenberge oder Gleichenberger Kögel sind zwei benachbarte, erloschene Vulkane in der südlichen Steiermark, Österreich. Die beiden Vulkankegel, der eigentliche Gleichenberger Kogel (598 m) und sein Nebengipfel, der Bschaidkogel (563 m), haben fast die gleiche Form und gaben dem Kurort Bad Gleichenberg seinen Namen.

## Geologie
Der Vulkanismus begann im Miozän vor etwa 17 Millionen Jahren (hier die lokale Zeitstufe Karpatium), als sich die Afrikanische Kontinentalplatte unter die Europäische Platte geschoben hatte, und hielt 5 Millionen Jahre lang an. Durch diese heftige Tektonik schmolzen die Gesteine, das aufsteigende Magma riss afrikanisches Gestein mit an die Erdoberfläche und formte so die Gleichenberger Vulkane. Sie standen einige Jahrmillionen in einem subtropischen Meer; die unteren Teile der Vulkankegel wurden im Laufe der Zeit von Ablagerungen verschüttet, sodass heute nur mehr ihre Spitzen als Doppelgipfel aus dem Untergrund emporragen. Er gehört zum Steirischen Vulkanland, einer touristischen Bezeichnung für den Südosten des Oststeirischen Hügellands. Dieses Sedimentgebiet der Grazer Bucht des Paratethys-Meeres, aus dem einige Inselberge vulkanischen Ursprungs ragen, entstand etwa zeitgleich mit der Vulkanbildung. Die Berge dürften schon in dieser Zeit, dem Badenium, zumindest in den Rückzugsstadien des Meeres, als Vulkaninseln aus dem Flachmeer geragt haben. 

## Tourismus
Von touristischen und naturkundlich-geologischen Vereinen, u. a. dem Verein zur Förderung des Steirischen Vulkanlandes werden die Vulkanketten der Region durch Lehr- und Wanderwege erschlossen.
Am Gipfel des Gleichenberger Kogels befinden sich die Reste der ehemaligen Albrechtsaussichtswarte, die nicht mit der Albrechtswarte (Parapluie) auf der Albrechtshöhe bei Bad Gleichenberg zu verwechseln ist. Neben den Mauerresten steht das Gipfelkreuz.